# Eptacaidecafobia

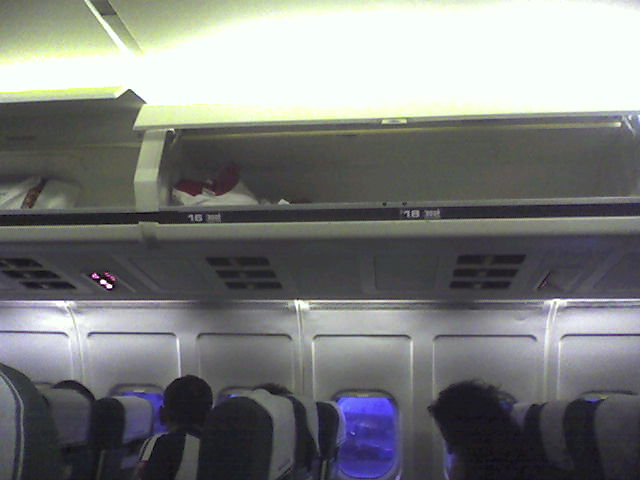
La fila numero 17 manca in un velivolo dell'Alitalia

L'eptacaidecafobia (dal greco ἑπτακαίδεκα "diciassette" e φόβος phóbos, "paura") è la paura del numero 17. Il numero 17, in particolare abbinato al giorno venerdì, è ritenuto particolarmente sfortunato in Italia e altri paesi di origine greco-latina. Esistono diversi pregiudizi legati a esso, principalmente legati alla cultura popolare e alla superstizione.
Una simile situazione si ritrova nei paesi anglosassoni nei confronti del numero 13 (triscaidecafobia).

## Origini
Già nella Grecia antica il numero 17 era aborrito dai seguaci di Pitagora in quanto era tra il 16 e il 18, perfetti nella loro rappresentazione di quadrilateri 4×4 e 3×6.
Nell'Antico Testamento è scritto che il diluvio universale cominciò il 17 del secondo mese (Genesi, 7-11 e/o Genesi 7:11). 
Viceversa, secondo la cabbala ebraica, il 17 è un numero propizio, poiché è il risultato della somma del valore numerico delle lettere ebraiche têt (9) + waw (6) + bêth (2), che lette nell'ordine danno la parola tôv "buono, bene".
Un'altra causa attribuita alla superstizione è che l'anagramma di "XVII", il numero 17 nel sistema di numerazione romano, può essere "VIXI" (in latino "vissi", equivalente a "sono morto").
È possibile che la paura del numero 17 sia stata influenzata dalla battaglia di Teutoburgo del 9 d.C. combattuta tra i Romani e i Germani di Arminio e dalla distruzione delle legioni 17, 18 e 19: dopo quella data questi numeri, ritenuti infausti, non furono più attribuiti a nessuna legione.
Nella smorfia napoletana il 17 è sinonimo di disgrazia o sfortuna in generale.

## Venerdì 17
In particolare il venerdì 17 è una ricorrenza considerata particolarmente sfortunata, in quanto unione di due elementi negativi: il venerdì (dal Venerdì Santo, giorno della morte di Gesù) e il numero 17.
Il venerdì 17 è una superstizione tipicamente italiana, non riscontrabile altrove. Nel mondo si ritrovano infatti altre date e altri numeri "negativi": il venerdì 13 nei paesi anglosassoni e Brasile, mentre in Spagna (paese anch'esso dalle radici latine e cattoliche), Grecia e in Sudamerica il giorno sfortunato è martedì 13.
Il tema è ripreso spesso nella cultura di massa, come nei film Era di venerdì 17 (1956, diretto da Mario Soldati) e Shriek - Hai impegni per venerdì 17? (2001, di John Blanchard, il cui titolo originale Shriek If You Know What I Did Last Friday the Thirteenth fa riferimento invece al numero 13).